# Élections sénatoriales de 2004 dans le Bas-Rhin
Les élections sénatoriales dans le Bas-Rhin ont eu lieu le dimanche 26 septembre 2004. Elles ont eu pour but d'élire les sénateurs représentant le département au Sénat pour un mandat de dix années.

## Contexte départemental
Lors des élections sénatoriales du 24 septembre 1995 dans le Bas-Rhin, quatre sénateurs ont été élus selon un mode de scrutin proportionnel : un RPR et trois UDF.
Depuis, tous les effectifs du collège électoral des grands électeurs ont été renouvelés, avec les élections législatives françaises de 2002, les élections régionales françaises de 2004, les élections cantonales de 2001 et 2004 et les élections municipales françaises de 2001.

## Sénateurs sortants
| Sénateur | Sénateur         | Parti | Fonctions lors de l'élection en 1995                                     |
| -------- | ---------------- | ----- | ------------------------------------------------------------------------ |
|          | Francis Grignon  | UMP   | Conseiller général, maire de Nordhouse                                   |
|          | Daniel Hoeffel   | UMP   | Président du conseil général, maire de Handschuheim, ancien sénateur     |
|          | Joseph Ostermann | UMP   | Sénateur sortant                                                         |
|          | Philippe Richert | UMP   | Sénateur sortant, conseiller général, conseiller municipal de Strasbourg |

## Présentation des listes et des candidats
Les nouveaux représentants sont élus pour une législature de 10 ans au suffrage universel indirect par les 2 556 grands électeurs du département. Dans le Bas-Rhin, les sénateurs sont élus au scrutin proportionnel plurinominal. Compte tenu des évolutions démographiques, leur nombre change en 2004, passant de 4 à 5 sénateurs à élire et 7 candidats doivent être présentés sur la liste pour qu'elle soit validée. Chaque liste de candidats est obligatoirement paritaire et alterne entre les hommes et les femmes. 12 listes ont été déposées dans le département. Elles sont présentées ici dans l'ordre de leur dépôt à la préfecture et comportent l'intitulé figurant aux dossiers de candidature.

### Parti fédéraliste européen
| N° | Candidats | Candidats                   | Parti | Principale fonction |
| -- | --------- | --------------------------- | ----- | ------------------- |
| 01 |           | Gérard Bouquet              | PFE   |                     |
| 02 |           | Pascaline d'Andlau-Hombourg | PFE   |                     |
| 03 |           | Ernest Winstein             | PFE   |                     |
| 04 |           | Norma Serpin                | PFE   |                     |
| 05 |           | Stéphane Ley                | PFE   |                     |
| 06 |           | Agnès Moritz                | PFE   |                     |
| 07 |           | Éric Janvrin                | PFE   |                     |

### Divers droite
| N° | Candidats | Candidats              | Parti | Principale fonction |
| -- | --------- | ---------------------- | ----- | ------------------- |
| 01 |           | Jean-Claude Schmitt    | DVD   |                     |
| 02 |           | Georgette Klein        | DVD   |                     |
| 03 |           | Eric Amiet             | DVD   |                     |
| 04 |           | Josiane Taesch         | DVD   |                     |
| 05 |           | Christian Schmitt      | DVD   |                     |
| 06 |           | Jeannine Rinckenberger | DVD   |                     |
| 07 |           | Jacky Erb              | DVD   |                     |

### Front national
| N° | Candidats | Candidats             | Parti | Principale fonction |
| -- | --------- | --------------------- | ----- | ------------------- |
| 01 |           | Christian Cotelle     | FN    |                     |
| 02 |           | Marie-Madeleine Heitz | FN    |                     |
| 03 |           | Xavier Codderens      | FN    |                     |
| 04 |           | Nathalie Tomasi       | FN    |                     |
| 05 |           | Jean-Claude Altherr   | FN    |                     |
| 06 |           | Pascale Elles         | FN    |                     |
| 07 |           | Christian Hager       | FN    |                     |

### Divers droite
| N° | Candidats | Candidats        | Parti | Principale fonction |
| -- | --------- | ---------------- | ----- | ------------------- |
| 01 |           | Bertrand Hirtz   | DVD   |                     |
| 02 |           | Claire Klumpp    | DVD   |                     |
| 03 |           | Marc Teychenne   | DVD   |                     |
| 04 |           | Christiane Heitz | DVD   |                     |
| 05 |           | Albert Wirtz     | DVD   |                     |
| 06 |           | Arlette Schmitt  | DVD   |                     |
| 07 |           | Jacques Weber    | DVD   |                     |

### Union pour la démocratie française
| N° | Candidats | Candidats          | Parti | Principale fonction |
| -- | --------- | ------------------ | ----- | ------------------- |
| 01 |           | Pierre Marmillod   | UDF   |                     |
| 02 |           | Danièle Meyer      | UDF   |                     |
| 03 |           | Olivier Trauzzola  | UDF   |                     |
| 04 |           | Chantal Cutajar    | UDF   |                     |
| 05 |           | André Klethi       | UDF   |                     |
| 06 |           | Danielle Ohl-Lauth | UDF   |                     |
| 07 |           | Claude Stoll       | UDF   |                     |

### Parti socialiste
| N° | Candidats | Candidats           | Parti | Principale fonction                                     |
| -- | --------- | ------------------- | ----- | ------------------------------------------------------- |
| 01 |           | Roland Ries         | PS    | Conseiller régional, conseiller municipal de Strasbourg |
| 02 |           | Jacqueline Pack     | PS    | Adjointe au maire d'Illkirch-Graffenstaden              |
| 03 |           | Gérard Douvier      | PS    | Maire de Barembach                                      |
| 04 |           | Martine Heym        | PS    |                                                         |
| 05 |           | Charles Schlosser   | PS    | Maire de Lembach                                        |
| 06 |           | Françoise Eberhardt | PS    |                                                         |
| 07 |           | Jean Oehler         | PS    | Ancien député                                           |

### Divers droite
| N° | Candidats | Candidats          | Parti | Principale fonction                     |
| -- | --------- | ------------------ | ----- | --------------------------------------- |
| 01 |           | Daniel Hoeffel     | UMP   | Sénateur sortant, maire de Handschuheim |
| 02 |           | Alice Morel        | DVD   |                                         |
| 03 |           | Claude Kern        | UMP   | Maire de Gries                          |
| 04 |           | Isabelle Dollinger | DVD   |                                         |
| 05 |           | Jean Lorentz       | DVD   |                                         |
| 06 |           | Cathy Kappler      | DVD   |                                         |
| 07 |           | Patrick Michel     | DVD   |                                         |

### Les Verts
| N° | Candidats | Candidats               | Parti | Principale fonction                                           |
| -- | --------- | ----------------------- | ----- | ------------------------------------------------------------- |
| 01 |           | Andrée Buchmann         | Verts | Conseillère régionale, conseillère municipale de Schiltigheim |
| 02 |           | Jean-Marie Brom         | Verts |                                                               |
| 03 |           | Marie-Madeleine Braud   | Verts |                                                               |
| 04 |           | Gérard Schann           | Verts |                                                               |
| 05 |           | Herrade Nehlig          | Verts |                                                               |
| 06 |           | Jean-Louis Piquard      | Verts |                                                               |
| 07 |           | Marie-Dominique Dreyssé | Verts |                                                               |

### Union pour un mouvement populaire
| N° | Candidats | Candidats        | Parti | Principale fonction                                            |
| -- | --------- | ---------------- | ----- | -------------------------------------------------------------- |
| 01 |           | Philippe Richert | UMP   | Sénateur sortant, président du Conseil général du Bas-Rhin     |
| 02 |           | Fabienne Keller  | UMP   | Vice-présidente du conseil régional, maire de Strasbourg       |
| 03 |           | Francis Grignon  | UMP   | Sénateur sortant, conseiller général                           |
| 04 |           | Esther Sittler   | UMP   | Maire de Herbsheim                                             |
| 05 |           | André Reichardt  | UMP   | Vice-président du conseil régional, maire de Souffelweyersheim |
| 06 |           | Évelyne Loew     | UMP   | Maire de Traenheim                                             |
| 07 |           | Jean Weisbecker  | UMP   | Maire de Wingen                                                |

### Alsace d'abord
| N° | Candidats | Candidats        | Parti | Principale fonction |
| -- | --------- | ---------------- | ----- | ------------------- |
| 01 |           | Robert Spieler   | ADA   | Ancien député       |
| 02 |           | Judith Bellanger | ADA   |                     |
| 03 |           | René Weess       | ADA   |                     |
| 04 |           | Sylvie Schaeffer | ADA   |                     |
| 05 |           | Raoul Chombeau   | ADA   |                     |
| 06 |           | Louise Mansy     | ADA   |                     |
| 07 |           | Alain Voelckel   | ADA   |                     |

### Écologiste
| N° | Candidats | Candidats           | Parti | Principale fonction |
| -- | --------- | ------------------- | ----- | ------------------- |
| 01 |           | Christian Dantz     | ECO   |                     |
| 02 |           | Françoise Werckmann | ECO   |                     |
| 03 |           | Nicolas Humbert     | ECO   |                     |
| 04 |           | Fabienne Schnitzler | ECO   |                     |
| 05 |           | Christian Weinzorn  | ECO   |                     |
| 06 |           | Catherine Auberger  | ECO   |                     |
| 07 |           | Vincent Thomas      | ECO   |                     |

### Divers
| N° | Candidats | Candidats           | Parti | Principale fonction |
| -- | --------- | ------------------- | ----- | ------------------- |
| 01 |           | Zinédine Sammari    | DIV   |                     |
| 02 |           | Jacqueline Hamadi   | DIV   |                     |
| 03 |           | Rachid Lounes       | DIV   |                     |
| 04 |           | Hakima Fritah Nejmi | DIV   |                     |
| 05 |           | Yazid Hamadi        | DIV\| |                     |
| 06 |           | Rachida Amouache    | DIV   |                     |
| 07 |           | Nasardine Reziouk   | DIV   |                     |

### Mouvement national républicain
| N° | Candidats | Candidats          | Parti | Principale fonction |
| -- | --------- | ------------------ | ----- | ------------------- |
| 01 |           | Nicole Schwaller   | MNR   |                     |
| 02 |           | Christophe Nigaud  | MNR   |                     |
| 03 |           | Françoise Schuller | MNR   |                     |
| 04 |           | Angelo Canale      | MNR   |                     |
| 05 |           | Simone Pierre      | MNR   |                     |
| 06 |           | Jean-Marie Nicolay | MNR   |                     |
| 07 |           | Catherine Gesnel   | MNR   |                     |

## Résultats
| Tête de liste  | Tête de liste       | Liste          | Voix  | %      | Élus |
| -------------- | ------------------- | -------------- | ----- | ------ | ---- |
|                | Philippe Richert    | UMP            | 1 294 | 51,35  | 4    |
|                | Roland Ries         | PS             | 476   | 18,89  | 1    |
|                | Daniel Hoeffel      | UMP            | 321   | 12,74  |      |
|                | Pierre Marmillod    | UDF            | 218   | 8,65   |      |
|                | Andrée Buchmann     | Verts          | 64    | 2,54   |      |
|                | Jean-Claude Schmitt | DVD            | 58    | 2,30   |      |
|                | Christian Cotelle   | FN             | 41    | 1,63   |      |
|                | Robert Spieler      | ADA            | 20    | 0,79   |      |
|                | Christian Dantz     | ECO            | 15    | 0,60   |      |
|                | Bertrand Hirtz      | DVD            | 10    | 0,40   |      |
|                | Nicole Schwaller    | MNR            | 2     | 0,08   |      |
|                | Zinédine Sammari    | DIV            | 1     | 0,04   |      |
|                |                     |                |       |        |      |
| Inscrits       | Inscrits            | Inscrits       | 2 556 | 100,00 |      |
| Abstentions    | Abstentions         | Abstentions    | 6     | 0,23   |      |
| Votants        | Votants             | Votants        | 2 550 | 99,77  |      |
| Blancs et nuls | Blancs et nuls      | Blancs et nuls | 30    | 1,18   |      |
| Exprimés       | Exprimés            | Exprimés       | 2 520 | 98,82  |      |

### Sénateurs élus
| Sénateur | Sénateur         | Parti |
| -------- | ---------------- | ----- |
|          | Roland Ries      | PS    |
|          | Philippe Richert | UMP   |
|          | Fabienne Keller  | UMP   |
|          | Francis Grignon  | UMP   |
|          | Esther Sittler   | UMP   |